# Ada Valeria Ruhl Bonazzola

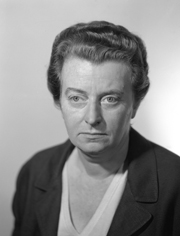
Ada Valeria Ruhl Bonazzola

Ada Valeria Ruhl Bonazzola (* 11. Oktober 1921 in Turin; † 19. Januar 2004) war eine italienische Politikerin des Partito Comunista Italiano (PCI), die zwischen 1968 und 1983 Mitglied des Senato della Repubblica war, des Senats des italienischen Parlaments.

## Leben
Ada Valeria Ruhl Bonazzola absolvierte ein Studium an der Fakultät für Literatur und Philosophie der Universität Turin. Nach dem Waffenstillstand von Cassibile am 3. September 1943 engagierte sie sich im Zweiten Weltkrieg in der Widerstandsbewegung Resistenza. Sie war als Funktionärin für den Partito Comunista Italiano tätig und begann ihre politische Laufbahn in der Kommunalpolitik als Mitglied des Stadtrates von Mailand, wo sie auch Mitglied des Verwaltungsrates des 1947 von Giorgio Strehler und Paolo Grassi gegründeten Piccolo Teatro di Milano war.
Bei den Parlamentswahlen am 19. Mai 1968 wurde Ada Valeria Ruhl Bonazzola für den Partito Comunista Italiano erstmals zum Mitglied des Senato della Repubblica gewählt, des Senats des italienischen Parlaments. In der darauf folgenden fünften Legislaturperiode fungierte sie zwischen dem 6. Juni 1968 und dem 24. Mai 1972 als Sekretärin der PCI-Fraktion und war vom 5. Juli 1968 bis zum 24. Mai 1972 Mitglied des Ständigen Ausschuss für Verfassungsangelegenheiten (7ª Commissione permanente (Istruzione pubblica)). Sie wurde bei den Parlamentswahlen am 7. Mai 1972 erneut zum Mitglied des Senats gewählt und war daraufhin in der sechsten Legislaturperiode zwischen dem 4. Juli 1972 und dem 4. Juli 1976 weiterhin Mitglied des Ständigen Ausschusses für öffentlichen Unterricht. Daneben gehörte sie vom 3. August 1975 bis zum 13. April 1975 als Mitglied der Parlamentarischen Kommission für Rundfunkaufsicht (Commissione parlamentare per la vigilanza sulle radiodiffusioni) an.
Nach ihrer Wiederwahl bei den Parlamentswahlen am 20. Juni 1976 war sie auch in der siebten Legislaturperiode zwischen dem 29. Juli 1976 und dem 24. April 1979 Mitglied des Ständigen Ausschusses für öffentlichen Unterricht. Sie wurde bei den Parlamentswahlen am 3. Juni 1979 wieder zum Mitglied des Senato della Repubblica gewählt und war daraufhin während der achten Legislaturperiode zwischen dem 11. Juli 1979 und dem 11. Juli 1983 abermals Mitglied des Ständigen Ausschusses für öffentlichen Unterricht. Daneben war sie vom 23. September 1981 bis zum 22. September 1983 als Componente del Comitato Direttivo Mitglied des Lenkungsausschusses der PCI-Fraktion.